# Заселище
Заселище — деревня в Удомельском городском округе Тверской области.

## География
Деревня находится в северной части Тверской области на расстоянии приблизительно 16 км на север-северо-восток по прямой от железнодорожного вокзала города Удомля.

## История
Деревня известна с 1478 года, когда здесь было 4 двора. В 1859 году в деревне было 11 дворов, владелицей была помещица Н. А. Шульгина. В 1886 году здесь уже было 23 двора, в 1911 — 26. Хозяйств было 31 (1958), 16 (1986), 8 (1999). В советский период истории здесь действовали колхозы «Красный Наволок», им. Кирова и «Ударник». До 2015 года входила в состав Котлованского сельского поселения до упразднения последнего. С 2015 года в составе Удомельского городского округа.

## Население
Численность населения: 91 человек (1859 год), 127 (1886), 155 (1911), 90 (1958), 26 (1986), 11 (1999), 10 (русские 100 %) в 2002 году, 1 в 2010.